# سوق الربوع (أفلح الشام)

تعديل مصدري - تعديل

سوق الربوع هي إحدى قرى عزلة بني الحارث بمديرية أفلح الشام التابعة لمحافظة حجة، بلغ تعداد سكانها 197 نسمة حسب تعداد اليمن لعام 2004.